# Мюзелар

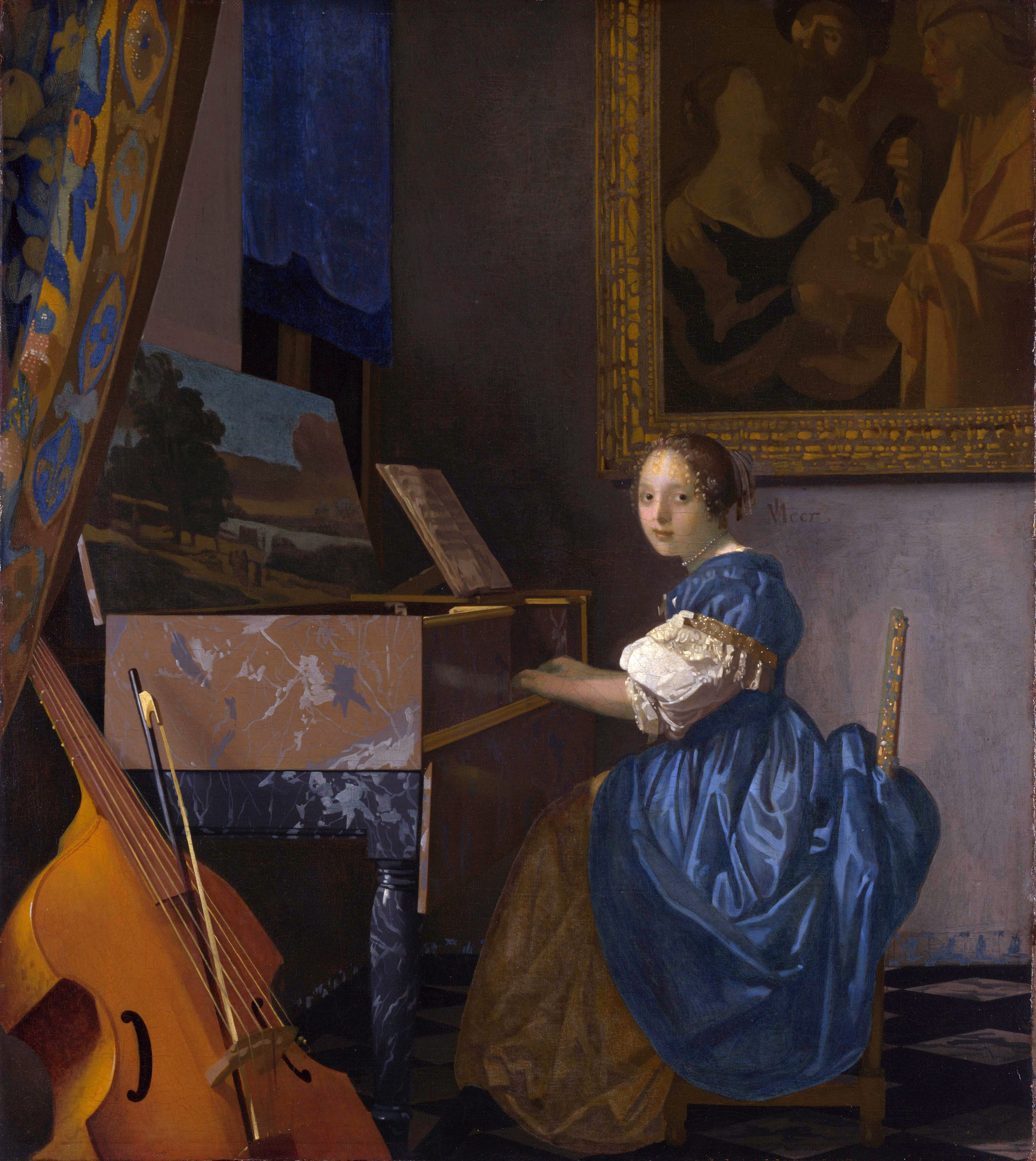
Вермеер. «Дама за мюзеларом» (около 1672)

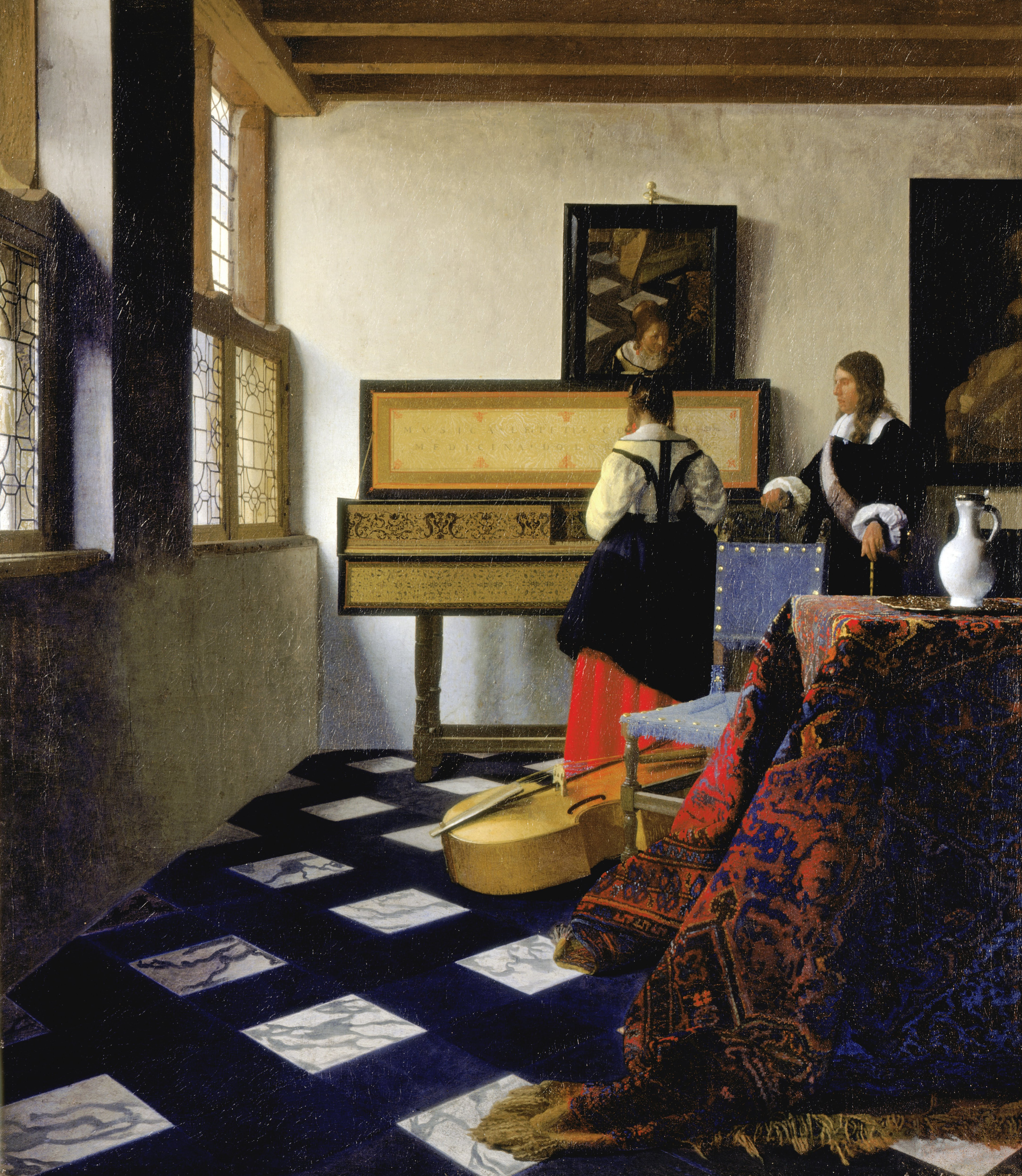
Вермеер. «Урок музыки» (около 1662)

Мюзела́р (фр. muselar от нидерл. muselaar) — небольшой столообразный фламандский клавишный музыкальный инструмент, разновидность вёрджинала. Имеет один набор струн и один мануал (клавиатуру), сдвинутый, в отличие от вёрджинала, вправо от центра.
В связи с перемещением клавиатуры защипывание струны на мюзеларе происходит ближе к её середине. Быстрые репетиции звука при этом затрудняются, поскольку в центре струна имеет наибольшую амплитуду биения, отчего увеличивается время самого щипка, то есть время контакта язычка со струной, поскольку язычку приходится оттягивать струну до крайней точки максимального размаха её колебаний, прежде чем струна сорвётся и придёт в колебание. Некоторые авторы отмечали, что у мюзелара по сравнению с вёрджиналом более глухой тон в нижних регистрах.